# Човек пацов
Човек пацов био је надимак који је Зигмунд Фројд дао пацијенту чија је „историја болести“ објављена као Bemerkungen über einen Fall von Zwangsneurose [„Белешке о случају опсесивне неурозе“] (1909). Ово је била друга од шест историја болести које је Фројд објавио и прва у којој је тврдио да је пацијент излечен психоанализом.
Надимак потиче од чињенице да је међу пацијентовим многим компулзијама била опсесија кошмарним фантазијама о пацовима.
Да би се заштитила анонимност пацијената, психоаналитичке студије случаја обично су скривале или прикривале имена дотичних појединаца (Ана О, Мали Ханс, Човек вук, Дора, итд.). Недавни истраживачи су утврдили да је „Човек пацов“ у ствари био адвокат по имену Ернст Ланцер (1878–1914) — иако многи други извори тврде да се човек звао Пол Лоренц.

## Историја анализе
Ланцер је први пут дошао код Фројда у октобру 1907. жалећи се на опсесивне страхове и компулзивне импулсе. Фројд је редовно лечио свог пацијента нешто више од три месеца. Лечење је било нередовно у наредна три месеца и спорадично, у најбољем случају, након тога.
Ланцеров главни страх је био да ће се нешто страшно догодити његовом оцу и пријатељици (која је касније постала његова жена). Његов страх је проистекао из приче коју је чуо од колеге официра у вези са кинеском методом мучења у којој је велики лонац са живим пацовом био привезан за задњицу жртве, а пацов, охрабрен усијаним жарачем, би изгризао пут кроз жртвин анус.
Ланцер је тврдио да је маштао о убиству и самоубиству, и развио је низ компулзивних ирационалних образаца понашања. На пример, поменуо је своју навику да отвори врата свог стана између поноћи и 1:00 после поноћи, очигледно да би дух његовог оца могао да уђе. Ланцер би тада зурио у свој пенис, понекад користећи огледало.
Фројд је подстакао Ланцера да разговара о детаљима свог сексуалног живота (као што су његови први покушаји мастурбације са 20 година) и фокусирао се на бројне вербалне асоцијације на реч „Ratten“ („пацови“).
Ланцер је упознао Фројда са фразом Фридриха Ничеа (коју је Фројд касније цитирао) „Урадио сам ово“, каже моје памћење. „Не могу ово да урадим“, каже мој понос, и остаје неумољив. На крају – памћење попушта“. Фројд је више пута понављао изреку, а користили су је каснији терапеути као што је Фриц Перлс.
Ланцер је прекинуо анализу са Фројдом након релативно кратког периода и много пре него што је његов трансфер био у потпуности решен. Непосредно након што је Фројд завршио писану верзију историје болести у октобру 1909. године, признао је Карлу Јунгу да његов пацијент има сталне проблеме. Ланцер је погинуо у Првом светском рату, а каснији истраживачи нису могли да га интервјуишу.

## Фројдов запис: "Белешке о случају опсесивне неурозе"
Фројд је био наведен да објави историју случаја Човека пацова јер се осећао под притиском да покаже свету да психоанализа може да постигне успешне терапијске резултате. Пошто је Човек пацов претходно консултовао Јулијуса фон Вагнер-Јаурега, Фројдовог истакнутог психијатријског колегу на Универзитету у Бечу, случај је био посебно критичан тест Фројдових терапеутских способности. Пре октобра 1908, када је саопштио ову историју случаја на првом Међународном психоаналитичком конгресу у Салцбургу, Аустрији, Фројд је тек требало да објави резултате успешне психоанализе.
Студија случаја је објављена 1909. године у Немачкој. Фројд је виђао пацијента неких шест месеци упркос томе што је касније тврдио да је третман трајао око годину дана. Сматрао је да је третман био успешан.
Пацијент је имао опсесивне мисли и понашање које је осећао принуђеним да спроведе, а које је било изазвано губитком/заменом његових наочара и проблемом плаћања за њих, комбиновано са утицајем приче коју је чуо од колега официра о мучењу при којем би пацови прогризли пут у аналну шупљину жртве. Пацијент је тада осетио принуду да замисли да је ова судбина задесила двоје њему драгих људи, конкретно његовог оца и његову вереницу. Ирационалну природу ове опсесије открива чињеница да је човек највише ценио своју вереницу и да је његов поштовани отац већ неколико година мртав. Фројд је теоретисао да су ове опсесивне идеје и сличне мисли произашле из сукоба који се састоје од комбинације љубавних и агресивних импулса који се односе на дотичне људе – што је Ојген Блојлер касније назвао амбивалентношћу.
Човек пацов се често бранио од сопствених мисли. Имао је тајну жељу да му отац умре како би могао да наследи сав новац и да постане довољно богат да се ожени, пре него што би се срамотио маштањем да ће му отац умрети и да му ништа неће оставити. Пацијент иде чак толико далеко да машта о браку са Фројдовом ћерком, верујући (Фројд пише) да је „једини разлог зашто сам био тако љубазан и невероватно стрпљив према њему то што сам желео да га имам за зета“. Како Фројд даље разматра, ово је трансфер његових сукоба између мајчине жеље да се ожени богат као његов отац и сиромаштва његове веренице.
Поред тога, веровало се да симптоми спречавају пацијента да доноси тешке одлуке у свом тренутном животу и да одагнају анксиозност која би била укључена у директно доживљавање љутих и агресивних импулса. Пацијентова старија сестра и отац су умрли, а сматрало се да су ови губици, уз његове самоубилачке мисли и његову склоност, део фантазија, вербалних асоцијација и симболичких значења у којима је он био заробљен. Фројд је веровао да они потичу из сексуалних искустава у детињству, посебно оштре казне за мастурбацију и перипетија сексуалне радозналости.
У теоријском другом делу студије случаја, Фројд елаборира такве одбрамбене механизме као што су рационализација, сумња, реактивна формација и померање.
У каснијој фусноти, Фројд се жали да је, иако је „анализом враћено ментално здравље пацијента... као и многи младићи вредни и пуни потенцијала, и он је погинуо у Великом рату“.
Патрик Махони је указао на низ значајних неслагања између објављене историје случајева и Фројдових белешки о процесу, које су откривене међу његовим радовима након његове смрти. Према Махонију, који је аналитичар и симпатичан према општим циљевима психоанализе, Фројдова објављена историја случаја је „збркана“ и „недоследна“ у вези са различитим чињеницама и такође показује „еклатантне“ пропусте у информацијама. Конкретно, постоји претерано наглашавање оца и искључивање мајке. Махони наводи „Фројд је помешао значајне увиде са претераним тврдњама“, од којих су неке „изнете у његовој ревности да заштити и промовише нову дисциплину“.

## Наслеђе
Жак Лакан је изградио своју рану структуралистичку теорију око случаја Човека пацова, посебно поларитета отац–богата жена/син–сиромашна жена као међугенерацијске силе која ствара индивидуалну неурозу. Фројдова касна белешка о акутном чулу мириса Човека пацова ће се касније развити у његову теорију процеса цивилизације и органске репресије.

## Критике Фројда
Питер Геј је закључио у Фројд: Живот за наше време (1988) да „осим прегршт занимљивих девијација, историја случаја коју је Фројд објавио углавном прати белешке о процесу које је правио сваке вечери”. Патрик Махони, психоаналитичар и професор енглеског језика на Универзитету у Монтреалу, истакао је такве разлике у својој детаљној студији Фројд и пацов, коју је 1986. објавила Јејл универзитетска штампа.
Др Махони је рекао да изгледа да је Фројд доследно имплицирао да је случај трајао дуже него што је у ствари. Такође је рекао да је Фројд на предавању тврдио да може да погоди име девојке Човека пацова, Gisela, из анаграма Glejisamen, који је пацијент измислио. У ствари, белешке показују да је Фројд прво сазнао њено име, а затим га употребио да закључи значење анаграма, иако у конкретној студији случаја Фројд само каже да „када ми је то рекао, нисам могао, а да не приметим да је реч је у ствари био анаграм имена његове даме“.
Критичари су се успротивили Фројдовом умањивању улоге мајке Пацова и због неколико одступања са његове стране од онога што је касније постало стандардна психоаналитичка пракса.

### Ефикасност третмана
Махони је прихватио да је Фројд постигао одређени степен успеха у враћању свог пацијента у функционалан живот, иако је сматрао да је Фројд преувеличао његов обим у својој студији случаја. Други су сугерисали да је Фројд, концентришући се на изградњу односа са својим пацијентом, на рачун анализе негативног трансфера, само постигао привремени трансфер. Лакан је са своје стране закључио да, иако он „Човека пацова није посматрао као случај који је Фројд излечио“, у њему је „Фројд направио фундаментална открића, од којих још увек живимо, у вези са динамиком и структуром опсесивне неурозе“.
У писму које је Фројд написао Јунгу, убрзо након објављивања студије случаја, он је за Човека пацова тврдио да се „суочава са животом храбро и способно. Једна тачка која му и даље задаје проблеме (комплекс оца и трансфер) показала је јасно у мојим разговорима са овим интелигентним и захвалним човеком“ – није безначајна резерва. Али док је Фројд у историји болести сигурно тврдио да је „делиријум пацијента нестао“, он је такође указао на ограничено време и дубину анализе: „Пацијент се опоравио, а његов обичан живот је почео да потврђује своје тврдње. ..које су биле неспојиве са наставком лечења“.
Како се просечна дужина очекиваног времена анализе повећавала из месеци у године током 20. века, тако је и успех случаја Човека пацова можда више личио на симптоматско олакшање кратке психотерапије или фокалне психотерапије, више него на постизање пуне психоанализе.

## Даље читање
- Mark Kanzer/Jules Glenn, Freud and His Patients (1980)